# Serranito (Gitarrist)
Serranito, eigentlich Víctor Luis Monge Fernández (* 16. Juli 1942 in Madrid), ist ein spanischer Flamenco-Gitarrist.

## Leben
Victor Monge wuchs als eines von drei Kindern eines Tischlers in ärmlichen Verhältnissen auf. Er begann schon als Kind, Gitarre zu spielen, erhielt jedoch eigenen Angaben zufolge niemals Unterricht und bezeichnet sich selbst als „kompletten Autodidakten“. Im Alter von 12 Jahren verdiente er seine ersten Peseten mit Auftritten als Begleiter von Kinder-Tanzgruppen. Zwei Jahre später spielte er gelegentlich in den Tablaos Taberna Gitana und Corral de la Morería. Mit einem älteren Bruder und einem weiteren Freund spielte er in einer Gruppe, die sich Los Serranos nannte. Da er bei weitem der Jüngste in der Gruppe war, wurde er von den Zuhörern Serranito genannt. Im Alter von 15 oder 16 Jahren wurde er von Juanito Valderrama für dessen Flamenco-Truppe engagiert. Mit der Unterstützung durch den älteren Kollegen José María Pardo, einem Schüler von Niño Ricardo, sowie durch Zuhören bei Niño Ricardo selbst entwickelte er seine Spielkunst weiter, während Valderrama ihn in die speziellen Erfordernisse der Gesangsbegleitung einwies.
1963 veröffentlichte Serranito eine Single mit vier Titeln, in denen er den Gesang von Rafael Farina begleitete. 1966 veröffentlichte er seine erste LP mit einem Dutzend verschiedener Palos, deren Charakter dank der Klarheit und Genauigkeit seines Spiels perfekt zum Ausdruck kam. Zwei Jahre später veröffentlichte er seine zweite Solo-LP Aires flamencos. Abgesehen von den Bulerías, die sich jedoch von denen der ersten LP unterscheiden, wiederholte er keine Palos, womöglich mit der Absicht, die größtmögliche Vielfalt des Flamencos abzubilden. Die harmonische Entfaltung der Stücke unterstützte er meisterhaft mit den technischen Mitteln des Flamenco-Gitarristen: akzentuierte Alzapúas, Arpeggios, Tremolos und dreifingrige Picados. Unter anderem ist auf der LP eine virtuose Interpretation des Stücks El colibrí von Julio Salvador Sagreras zu hören.
1971 erschien sein drittes großes Album, in dem er von einer Gruppe anderer Gitarristen begleitet wurde. Er war nun ein anerkannter Künstler und wurde durch Auftritte im Fernsehen und auf der Kinoleinwand berühmt. Seine vierte LP, Técnica y sentimiento en la guitarra flamenca von 1975, umfasst eine Kompilation von Stücken, die zwei Jahre zuvor in Japan aufgenommen worden waren. Aufgrund eines Fehlers in der spanischen Produktion wurde es mit langsamerer Geschwindigkeit veröffentlicht, sodass einige Stücke bis zu einen Halbton tiefer als bei der Original-Aufnahme erklingen. Des Weiteren sind auf der LP die frühere Aufnahme Tensión de sonoridades para dos guitarras flamencas von 1967 mit Manuel Cano Tamayo sowie Begleitung zu Gesang von Rafael Farina und von Gabriel Moreno.
Weltweite Konzertauftritte führten ihn unter anderem nach New York, Israel, Syrien, Griechenland, die Türkei, die Schweiz, Australien, Deutschland und Südamerika. 1993 trat er bei Festivals in Jerusalem, Damaskus, im Iran und im Irak, im Libanon, Libyen und Tunesien sowie in Italien auf. Mit einer Welttournee 1996–1997 vertrat er Spanien auf internationalen Musikfestivals in der Türkei, Bulgarien, Ungarn, Rumänien, der Tschechoslowakei und Polen, sowie bei Gitarrenfestivals in Dänemark, Finnland, Deutschland und Mittelamerika. 1997 unternahm er eine Tournee nach Russland, die ihn neben Moskau in mehrere andere russische Städte führte. Im selben Jahr präsentierte er sein Konzert Ecos del Guadalquivir in Madrid, mit dem er anschließend in Griechenland, der Schweiz. Deutschland, Südamerika und New York auf Tournee ging. 1998/1999 trat er mit seiner Konzertkomposition Mi sonido y el tiempo zunächst beim internationalen Gitarren-Festival in Córdoba auf und anschließend auf Festivals in Europa, dem Nahen Osten und Mittelamerika.
Gemeinsam mit der Camerata Romeu produzierte er 2003 die CD Sueños de Ida y Vuelta. Die CD wurde mit dem Preis der spanischen Kritik für die beste Sologitarren-Aufnahme ausgezeichnet und für die Latin Grammy Award 2003 nominiert. Im folgenden Jahr präsentierte er das Werk live bei der Biennale von Sevilla. In seinem Konzert Con solera. La noche de las tres lunas vereinte er arabische und hebräische Klänge aus dem mittelalterlichen Andalusien mit Flamenco und Anklängen an Gedichte von Federico García Lorca.
2017 erschien das Buch Víctor Monge Serranito von José Manuel Gamboa mit einer anthologischen Sammlung von 4 CDs mit Aufnahmen von Serranito.
Abseits der Bühne komponierte Serranito für Spiel- und Dokumentarfilme. Er komponierte die Musik für den spanischen Pavillon bei der World Expo 1988 in Brisbane.
Im Herbst 2021 ging der 79 Jahre alte Künstler mit dem Konzert Como un sueño auf Abschiedstournee.  Begleitet wurde er von den Gitarren von Paco Vidal und Javier Conde, dem Gesang von Eva Durán und der Perkussion von seinem Sohn, Víctor Monge junior.

## Rezeption
Gemeinsam mit Manolo Sanlúcar und Paco de Lucía wird Serranito den Erneuerern zugerechnet, die den Stil und die Auffassungen der Meister Carlos Montoya, Sabicas und Niño Ricardo aufgriffen und erweiterte Grundlagen für das Spiel der Flamenco-Gitarre schufen. Jungen ambitionierten Gitarristen dient er als Vorbild:

«Serranito (...) me parece una de las escuelas actuales de la guitarra flamenca. Por circunstancias, a lo mejor no ha calado en la gente joven de hoy, no sé por qué, la verdad (...), pero Serranito es una escuela puntera de la guitarra flamenca, sobre todo en su nivel técnico. Le conocí y luego tuve la suerte de tocar con él, a para mí fue un lujo estar aquí en Madrid en su casa (...)»

„Serranito (...) scheint mir eines der aktuellen Vorbilder der Flamenco-Gitarre zu sein. Mag sein, dass er sich bei den jungen Leuten von heute nicht durchgesetzt hat, ich weiß nicht warum, um ehrlich zu sein (...), aber Serranito ist ein führender Lehrer der Flamencogitarre, vor allem kraft seines technischen Niveaus. Ich habe ihn kennengelernt und hatte das Glück, mit ihm zu spielen, und für mich war es ein Luxus, hier in Madrid in seinem Haus zu sein (...).“

José Manuel Cano nannte ihn den „Gitarristen für Gitarristen“. Zahlreiche Kritiker sparten nicht mit Elogen, beispielsweise:

«Atiende tanto al continente como al contenido de su música, porque desde sus inicios creyó imposible desligar lo conceptual de lo formal sin que se produjese la destrucción de la obra artistica. En est aspecto, acaso estemos ante uno de los compositores que más cuidado por el sutil y fragilísimo equilibro entre el fondo y la forma, estrategia que, a la postre, le ha llevado a una asombrosa perfección del producto final.»

„Er achtet ebenso auf die Form wie auf den Inhalt seiner Musik, denn von Anfang an fand er, dass es unmöglich sei, Konzept und Form voneinander zu trennen, ohne das Kunstwerk zu zerstören. So ist er wohl einer der Komponisten, die sich am meisten um das delikate und äußerst zerbrechliche Gleichgewicht zwischen Gehalt und Form kümmerten, eine Strategie, die ihn zu einer frappierenden Perfektion des Ergebnisses befähigte.“

«Su sentido de la pureza se identifica con la tradición romántica de nuestro arte, pero se pone al día futuro en una técnica difícil de conseguir, pero más efectiva que espectacular.»

„Sein Sinn für Reinheit verbindet sich mit der romantischen Tradition unserer Kunst, aber weist in die Zukunft mit einer schwierigen Technik, die jedoch eher effektiv als spektakulär ist.“

## Diskografie
Quelle: Discogs
- Manuel Cano / Victor Monje «Serranito»: Tension De Sonoridades Para Dos Guitarras Flamencas. Hispavox, 1967
- Aires Flamencos (LP). Hispavox, 1968
- Gabriel Moreno - Guitarra Víctor Monje «Serranito». Hispavox, 1969
- Guitarra Flamenca. Hispavox, 1971
- Flamenco Guitar on PCM (LP). Columbia, 1973
- Virtuosísimo Flamenco. Columbia, 1975
- Víctor Monge «Serranito». Columbia, 1976
- España Viva. Decca, 1979
- Víctor Monge «Serranito» (LP, Album). Columbia, 1981
- Manuel Cano, Monge «Serranito»: Dos Guitarras Flamencas (LP). EMI (Australien), 1987
- Ecos Del Guadalquivir. Vicblan S.L., 1994
- Sueños De Ida Y Vuelta. Factoría Autor, 2003

## Auszeichnungen
Serranito wurde mit zahlreichen Preisen geehrt, darunter
- 1971 Premio Ramón Montoya für Konzertgitarre[20]
- 1971 Preis der Cátedra de Flamencología[23] de Jerez
- 1971 Castillete[24] de Oro von La Unión[20]
- 1977 Goldmedaille des Musikfestivals von Bratislava[20]
- 2003 4th Anual Latin Grammy Awards und Preis der spanischen Kritik für Sueños de Ida y Vuelta[10]
- 2004 Nationaler Preis der Kritik als bester Gitarren-Solist[10]
- 2005 Premio Extraordinario der Biennale von Sevilla 2004[10]
- 2006 Auszeichnung Tío Luis el de la Juliana, Kollegium Isabel de España[10]
- 2007 Auszeichnung Calle de Alcalá des Teatro Albéniz, Madrid[10]
- 2009 Ehrenpreis des Festival de la Guitarra de Costa Rica[10]
- 2011 Auszeichnung der Sociedad de Artistas Intérpretes o Ejecutantes de España (AIE) für sein Lebenswerk[10]
- 2019 Goldmedaille für Verdienste um die Schönen Künste[16]